# Sioen (chanteur)
Sioen est un chanteur-compositeur belge (né Frederik Sioen à Gand le 14 juillet 1979).

## Musique
Bien qu'il soit néerlandophone, il s'exprime en anglais dans ses textes, qu'il accompagne lui-même au piano. Entouré d'une formation rock classique (basse-guitare-batterie), il enrichit ses compositions d'instruments à cordes frottées (violons, violoncelle).
Sioen a suivi une formation de musique classique à l'académie de Gand, parallèlement à son parcours scolaire, ainsi que des cours de percussions. En 2000, après quelques expériences musicales au sein d'un petit groupe, il enregistre une première démo, simplement nommée S. De concerts en concours, il se forge peu à peu un certain public et prend le nom de Sioen sous la houlette du producteur Tom de Clercq.
2004 apparaît comme l'année de la révélation. Sur l'album See You Naked, le single Boom ! et des collaborations avec d'autres musiciens de la scène belge (Marie Daulne (Zap Mama), Gabriel Rios, les choristes de Zita Swoon) l'amènent à fouler les scènes des grands festivals du pays : Rock Werchter, Francofolies de Spa, Gentse Feesten, Festival de Dour, Lokerse Feesten, Marktrock Leuven... 130 concerts s'enchaînent au cours de cette seule année.
En 2004, l'album Ease Your Mind est enregistré à Bruxelles, produit par Denis Moulin, fils de Marc Moulin, et mixé par l'Américain Eric Sarafin. L'album est suivi d'une tournée acoustique, d'une tournée dans plusieurs pays et d'une participation à la manifestation artistique et politique contre le racisme organisée par Tom Barman et Arno en 2006. Le 0110 a réuni, le premier octobre 2006, plusieurs milliers de spectateurs à Anvers, Bruxelles, Charleroi et Gand, contre le succès annoncé des partis xénophobes aux élections communales d'octobre 2006 en Belgique.
Le troisième album, A Potion, est produit par Sioen. Enregistré en 2007 à Bruxelles et diffusé par Universal Records, il est emmené par le single No Conspiracy At All. Cette année-là, le groupe participe à une action de l'ONG Oxfam international dans les faubourgs de Soweto avec des artistes locaux. En 2009, la collaboration avec certains artistes sud-africains déboucha sur un album appelé Calling Up Soweto, enregistré dans les studios qui virent naître l'album Graceland de Paul Simon.

## Discographie
Albums
- See You Naked (2003)
- Team Spirit II (2003)
- Ease Your Mind (2005)
- A Potion (2007)
- Calling Up Soweto (2009)

Singles
- Cruisin’ (2003)
- Another Ballad (2003)
- Boom! (2004)
- Ease Your Mind (2005)
- At A Glance (2005)
- No Conspiracy At All (2007)
- Ready For Your Love (High) (2007)
- I Need A Drug (2007)
- Automatic (2009)
- Come On (11+1) (2009)

DVD
- Ceci n'est pas un film (2005)